# Nachruf

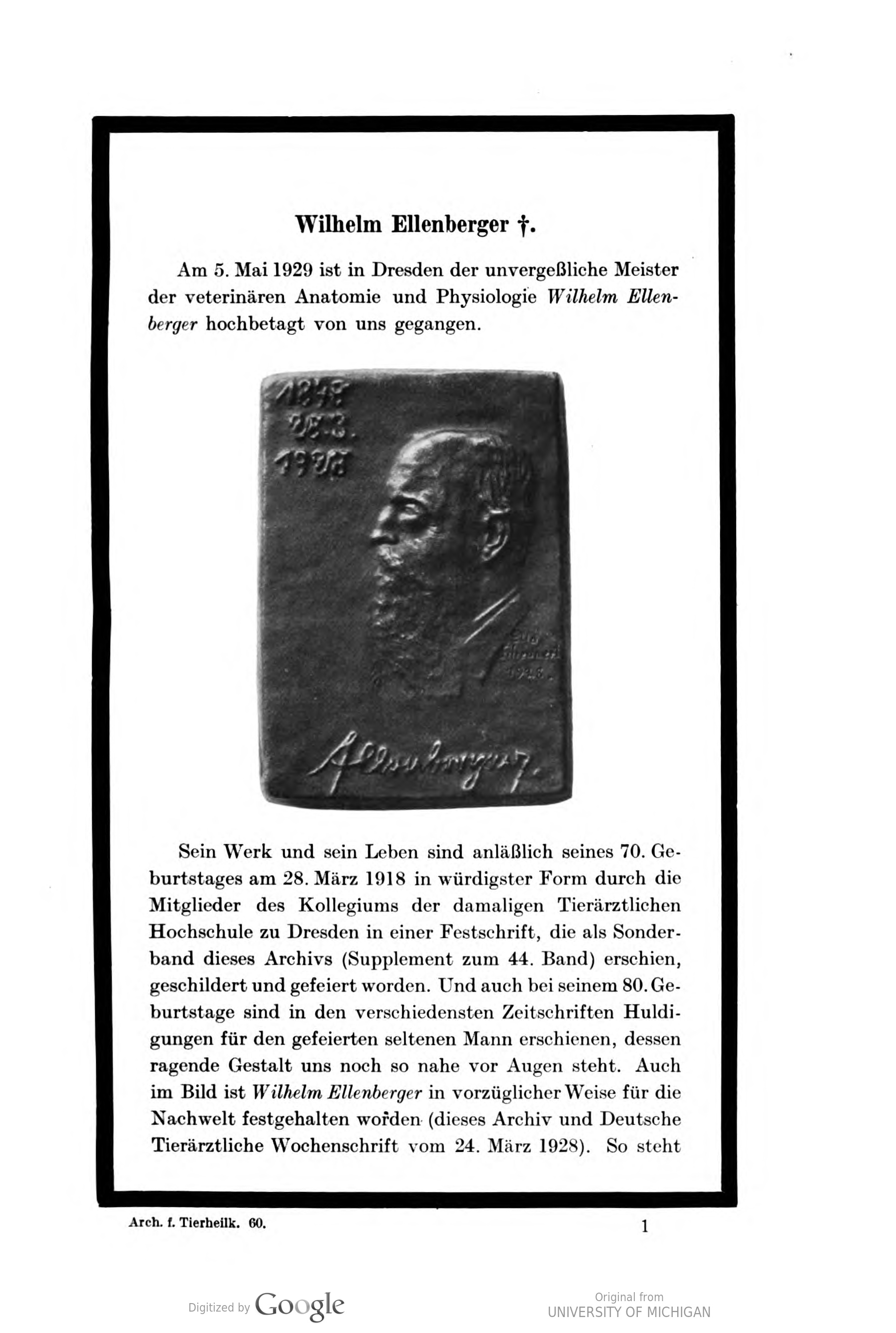
Erste Seite des Nachrufs auf Wilhelm Ellenberger in einer Fachzeitschrift mit Trauerrand (1929)

Ein Nachruf, auch Nekrolog genannt, ist eine in der Regel mündliche oder schriftliche Würdigung des Lebens und der Leistungen einer vor kurzem verstorbenen Person. Nachrufe auf bekannte Persönlichkeiten erscheinen in Printmedien, in digitalen Medien und im Hörfunk.
Medienunternehmen halten Nachrufe auf prominente Personen schon zu deren Lebzeiten bereit, um im Todesfall schnell reagieren zu können (ein Beispiel sind die vorproduzierten Nachrufe der ARD in der XY-Liste).

## Etymologie
Das Verb nachrufen ist seit Kaspar von Stieler belegt, er umschreibt es lateinisch Sectari aliquem clamore per vias ‚Jemanden mit lautem Rufen durch die Straßen verfolgen‘. Für das Nomen Nachruf ist keine frühere Quelle bekannt als Philipp von Zesens „Hoch-deutscher Helikon“, er verwendet es jedoch abweichend von Stieler zur Verdeutschung des Fremdwortes „Echo“.
In den Gedichten von Johann Christian Günther tritt „Nachruf“ häufiger auf, bei ihm hat es die Bedeutung „Nachruhm“, die im Wörterbuch erst bei Johann Christoph Adelung erscheint. Joachim Heinrich Campe vermerkt in seinem „Wörterbuch der deutschen Sprache“ (2. Aufl. 1813) zusammengefasst folgende Bedeutungen von „Nachruf“: (1)  einen Ruf an eine sich entfernende Person oder Sache; (2)  „einen Ruf, welchen man nach seiner Entfernung, seinem Tode an andere zurückläßt“ (Text des Verstorbenen!); (3)  Synonym von „Nachruhm“ (wie Adelung).
Erst Mitte des 19. Jahrhunderts löste sich das Wort aus diesen historischen Bezügen und drang als Ersatzwort für Nekrolog (ein über einen Verstorbenen verfasster Text) durch, für das es vorher keine allgemein anerkannten Verdeutschungsvorschläge gab. Als Nekrolog wurden im Mittelalter außerdem Totenverzeichnisse bezeichnet.
Alle übrigen Bedeutungsinhalte des Substantivs (Zesen, Günther, Campe) sind durch den Bedeutungswandel weitgehend verloren.